# Zaliv Qizil Aghajski
Zaliv Qizil Aghajski är en bukt i Azerbajdzjan.   Den ligger i distriktet Nefttjala, i den sydöstra delen av landet, 160 km söder om huvudstaden Baku.